# Bulbostylis fasciculata
Bulbostylis fasciculata là một loài thực vật có hoa trong họ Cói. Loài này được Uittien mô tả khoa học đầu tiên năm 1925.